# Рью, Эмиль Виктор
Эмиль Виктор Рью (англ. Emile Victor Rieu; 10 февраля 1887, Лондон — 11 мая 1972, там же) — английский антиковед, поэт и переводчик.

## Биография и деятельность
Эмиль Виктор Рью, родившийся в 1887 году в Лондоне, был младшим из семерых детей швейцарского востоковеда Шарля Пьера Анри Риё. Учился в лондонской Школе св. Павла, затем в оксфордском Баллиол-колледже.
С 1910 года работал в Издательстве Оксфордского университета; в 1912 году был командирован в Индию с поручением открыть филиал издательства в Бомбее. В 1914 году женился на Нелли Льюис, в браке с которой родились двое сыновей и две дочери. В 1918 году служил в британской пехоте. В 1919 году покинул Индию по причине хронической малярии.
В 1923 году Рью возглавил отдел образовательной литературы в издательстве Methuen Publishing; в 1933 году был назначен главным директором издательства; в 1936-м уволился, продолжая, однако, сотрудничество с издательством, а в 1940-м вернулся в штат.
В 1925 году в издательстве Methuen вышла антология латинской поэзии, составленная Рью. Затем он долго работал над переводом «Одиссеи» Гомера и в 1946 году предложил его Аллену Лейну, основателю Penguin Books. «Одиссея» в переводе Рью стала бестселлером; число продаж достигло трёх миллионов экземпляров. Публикация положила начало серии Penguin Classics, главным редактором которой Рью оставался вплоть до выхода на пенсию в 1964 году.
Впоследствии Рью продолжал переводить античную литературу, в том числе «Буколики» Вергилия (1949), «Илиаду» Гомера (1950) и «Аргонавтику» Аполлония Родосского (1959). Присоединившись в шестидесятилетнем возрасте к Церкви Англии, Рью также создал собственный перевод четырёх Евангелий и был членом комитета по созданию Новой английской Библии (New English Bible).
Виктор Эмиль Рью известен также как поэт, автор остроумных юмористических стихотворений. Среди них наибольшей популярностью пользуется адресованный юным читателям сборник «Зов кукушки» (Cuckoo Calling: a book of verse for youthful people, 1933). Одно из самых известных его стихотворений, «Hall and Knight, or 'z+b+x = y+b+z'», написано с явным сочувствием к поколениям школьников, изучавшим алгебру по учебнику Холла и Найта. В серии стихотворений
о черепахе комический эффект создаётся за счёт заголовков, непропорционально длинных по сравнению с самим стихотворением (рифмованным двустишием). Переводчик и специалист по детской литературе Нина Демурова писала о Викторе Рью: «известный учёный-классик, переведший на английский язык „Илиаду“ и „Одиссею“, а также Вергилия и других древнеримских поэтов, почётный доктор многих европейских университетов, как никто любил шутку». На русском языке детская поэзия Рью публиковалась в переводах Григория Кружкова.
В 1949 году Рью стал почётным доктором Лидсского университета. С 1951 года был членом Королевского литературного общества; с 1958-го — вице-президентом. В 1953 году был награждён Орденом Британской империи.
Виктор Эмиль Рью умер у себя дома в Лондоне 11 мая 1972 года.